# Ги Ибелин (епископ Лимасола)
Ги Ибелин (фр. Guy Ibelin; 1320/1321 — 29 марта 1367, Никосия) — представитель влиятельного кипрского феодального рода Ибелинов, доминиканец, латинский епископ Лимасола в 1357—1367 годах.

## Происхождение
Ги Ибелин был старшим сыном титулярного сеньора Арсуфа Балиана Ибелина (ум. 1333) и Маргариты Ибелин (ум. после 1342). Однако есть мнение, что он был сыном брата Балиана Арсуфского — Ги Ибелина. Так или иначе, он происходил из арсуфской ветви Ибелинов, являясь одним из последних её представителей. Младший брат Ги Ибелина Филипп был одним из непосредственных участников убийства короля Пьера I де Лузиньяна.

## Биография
Несмотря на то, что Ги Ибелин был выходцем из высшей аристократии Кипрского королевства и имел возможность наиболее простым и удобным способом сделать карьеру церковного иерарха через приобретение права пребенда, он избрал наиболее сложный путь монашеского служения. В 1344 году Ги Ибелин вступил в монашеский орден доминиканцев, поступив, вероятно, в тот же доминиканский монастырь в Никосии, в котором впоследствии был похоронен. 27 апреля 1357 года Ги Ибелин был рукоположен в сан епископа латинской епархии Лимасола.
Согласно хронике Леонтия Махеры, именно епископ Лимасола Ги Ибелин после смерти короля Гуго IV повторно короновал его сына Пьера де Лузиньяна королём Кипра 24 ноября 1359 года в соборе Святой Софии в Никосии.
В 1365 году епископ Лимасола Ги Ибелин вероятно принял участие в военной кампании короля Пьера I против Египта, закончившейся взятием Александрии.
Ги Ибелин умер в своём доме в Никосии 29 марта 1367 года от неизвестной болезни. Перед смертью епископ завещал 20 000 безантов на строительство собора Святого Николая в Лимасоле.

## Библиотека
Сохранилось описание библиотеки Ги Ибелина, состоявшей из 52-х трудов средневековых авторов, в основном теологического и религиозно-философского содержания (например, трактат «Сумма теологии» Фомы Аквинского). Среди прочего в ней хранились сборники проповедей и литургических текстов, агиографические описания и работы по каноническому праву. Интересным исключением был трактат по ветеринарии, касавшийся лечения лошадей. Библиографический анализ показал, что подавляющее большинство книг Ги Ибелина было создано в 1-й половине XIV века, что позволило Ришару сделать вывод о формировании библиотеки Ги Ибелином в период его учёбы и о том, что в дальнейший период его жизни библиотека больше не пополнялась.